# Будинок злодіїв
«Будинок злодіїв» (англ. Thieves' House) — оповідання Фріца Лайбера в жанрі меч і чари про Фафгрда та Сірого Мишолова опубліковане в лютому 1943 журналом Unknown.

## Сюжет
В Ланкмарі, духи магістрів Гільдії Злодіїв захотіли повернути скелет померлого магістра Омфала з черепом інкрустованим дорогоцінним камінням, викрадений жерцями Вотишаля.
Магістр Кровас наказує злодію Фіссіфу найняти для цієї місії Фафгрда та Сірого Мишолова. Друзі погоджуються за 2/3 всіх коштовностей, однак після місії Фіссіф викрадає скелет і втікає до Будинку Злодіїв.
Друзі вриваються в Будинок і прориваються до кабінету Кроваса, який витягав коштовності з черепа.
Однак Кровас вже мертвий, а його подружка Івліс втікає з черепом через потайний хід.
Новий магістр Слевяс звинувачує Фіссіфа у змові проти злодіїв.
Мишолову вдається з боєм покинути Будинок, а оглушений Фафгрд спочатку блукає по підземеллю і говорить з духами магістрів, а потім потрапляє в полон.
Мишолов перевдягається гадалкою і потрапляє в будинок Івліс. Він зв'язує її і знаходить череп та потайний хід.
Злодії судять Фіссіфа та Фафгрда. Бажаючи затягнути суд, Фафгрд розказує, що йому розповіли привиди.
Тут з'являється Мишолов зображаючи привида Омфала і звільняє його.
Слевяс знищує череп і натовп привидів виривається з підземелля.
Друзі рятуються втечею через потаємниі хід до будинку Івліс.